# Tõnis Lukas
Tõnis Lukas, född 5 juni 1962 i Tallinn, är en estnisk historiker och konservativ politiker tillhörande partiet Isamaa. Sedan 29 april 2019 är han Estlands kulturminister i Jüri Ratas andra regering. Lukas var 1996–1997 Tartus borgmästare samt var utbildnings- och forskningsminister i Mart Laars regering 1999–2002 och i Andrus Ansips regering 2007–2011.
Lukas studerade vid Tartu universitet och avslutade sina historiestudier med en magisterexamen. Han har också arbetat som lärare i skolan och som högskollärare vid Tartu universitet, samt var 1992–1995 chef för Estlands nationalmuseum, innan han 1995 första gången valdes in i Riigikogu. Han blev medlem av Isamaas föregångare Isamaaliit 1992, och blev ordförande för partiet 2005 innan partiet uppgick i Förbundet Fäderneslandet och Res Publica påföljande år.

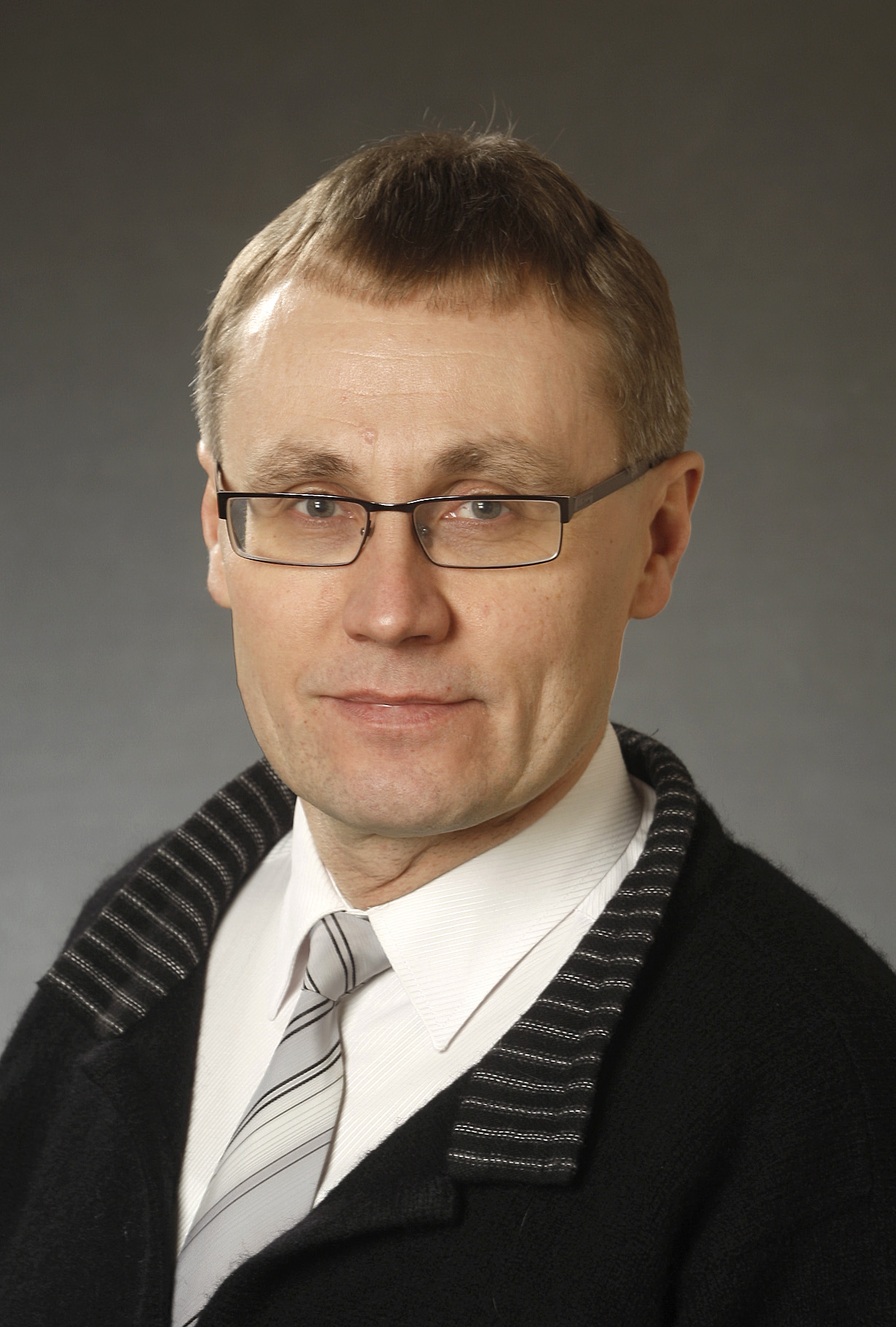
Tõnis Lukas (2011)
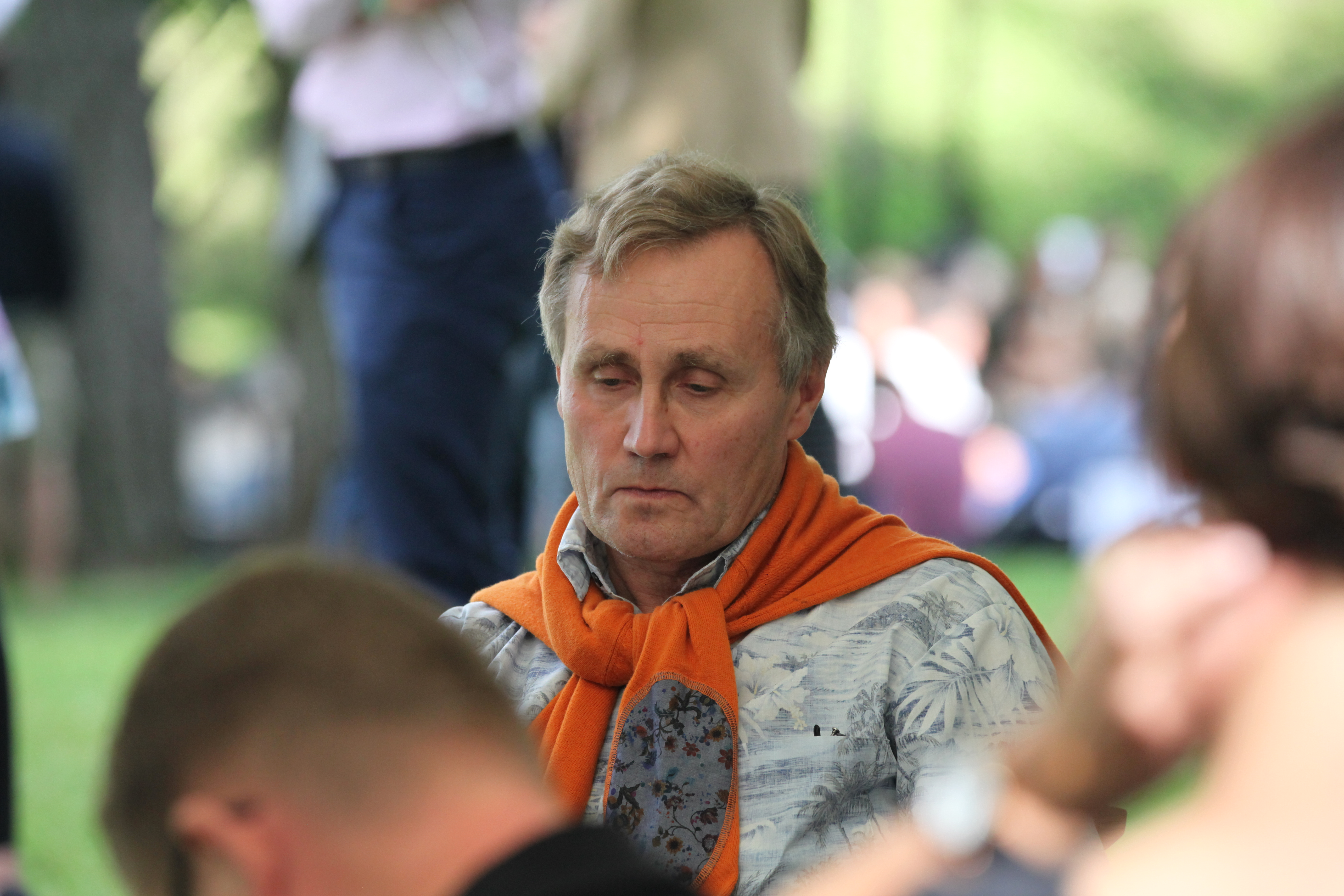
Tõnis Lukas (2021)

## Fotnoter
1. ↑  läs online, www.riigikogu.ee .[källa från Wikidata]
2. ↑  Eesti Vabariigi Valitsus (på estniska), läs online, läst: 18 juli 2022.[källa från Wikidata]